# Лавиний
Лави́ний или Лави́ниум (лат. Lavinium) — древний город в Лации. По преданию, он был построен Энеем или Латином, эпонимом латинян. Получил своё название в честь Лавинии, дочери Латина.
Достигнув Италии, Эней выиграл войну против Турна, правителя рутулов. После этого он основал город Лавиний — главный город Латинского союза. Жители этого города позже основали Альба-Лонгу, выходцы из которого Ромул и Рем основали Рим и, таким образом, Эней связал царский дом Трои с царями Рима. Оба события — и основание Лавиния, и война с рутулами, — описаны в поэме Вергилия «Энеида». Храм Венеры в Лавинии был общей святыней в Лации. При этом за храмом следили не местные жители, а граждане Ардеи.
Руины стен Лавиния сейчас располагаются в местечке Пратика-ди-Маре (итал. Pratica) в коммуне Помеция. Современный город Лавинио расположен 20 километрами южнее.
Согласно результатам раскопок, которые ведутся с 1955 года, история города прослеживается до XII в. до н. э. Наибольших размеров Лавиний достиг к VI в. до н. э. 